# Calliscelio urgo
Calliscelio urgo är en stekelart som beskrevs av Mikhail Vasilievich Kozlov och Lê 2000. Calliscelio urgo ingår i släktet Calliscelio och familjen Scelionidae. Inga underarter finns listade.